# Andrew Leith Adams
Pour les articles homonymes, voir Adams.
Andrew Leith Adams (né le 21 mars 1827 à Banchory et mort le 29 juillet 1882 à Cobh) est un médecin, naturaliste et géologue écossais.

## Biographie
Andrew Leith Adams est un médecin-militaire, qui sert dans le 22e régiment d'infanterie, vers 1848, en Inde. Vers 1865, il est l'auteur d'un important rapport sur une épidémie de choléra sévissant à Malte.
Après sa retraite de l'armée, il consacre son temps à la zoologie et enseigne la zoologie au Royal College of Science d'Irlande, au Trinity College et au Queen's College de Dublin.
Il publie Wanderings of a Naturalist in India, the Western Himalaya and Cashmere en 1867, Notes of a Naturalist in the Nile Valley and Malta en 1871 et Field and Forest Rambles en 1873.
Il devient membre de la Royal Society en 1872. Il décrit la niverolle du Tibet (Montifringilla adamsi) en 1851. Celle-ci commémore son nom ce qui est inhabituel : il n’est pas d’usage qu’un zoologiste se dédie à lui-même une espèce. En fait, la niverolle aurait dû être décrite initialement par Frederic Moore (1830-1907) mais celle-ci ne paraît pas.  Aussi, la propre publication d’Adams, qui cite la publication de Moore, devient la référence de la description de l’espèce.